# اچ‌ام‌اس نورث‌آمبرلند (۱۷۵۰)
اچ‌ام‌اس نورث‌آمبرلند (۱۷۵۰) (به انگلیسی: HMS Northumberland (1750)) یک کشتی بود که طول آن ۱۶۰ فوت (۴۸٫۸ متر) بود. این کشتی در سال ۱۷۵۰ ساخته شد.